# Alan Daicz
Alan Daicz (Belgrano, Buenos Aires; 14 de junio de 1994) es un actor argentino. En cine se destacó por sus actuaciones en El resquicio (2012), Bomba (2013), Relatos salvajes (2014), Subte - Polska (2015) y Noche americana (2022). En televisión se dio a conocer por interpretar a «Tolo» en la segunda temporada de la telenovela Argentina, tierra de amor y venganza (2023).

## Carrera profesional
Alan Daicz comenzó su carrera a los 16 años con un papel secundario en la película dramática Un amor (2011) dirigida por Paula Hernández. Poco después, apareció en la película colombiana El resquicio en el papel de Tomás. Aunque no fue hasta el 2013, cuando consiguió su primer papel protagónico en la película dramática Bomba dirigida por Sergio Bizzio, en la cual interpretó a Watler Márquez, un adolescente nerd que se sube a un taxi que resulta ser un coche bomba. Este papel le valió su primera nominación a los premios Cóndor de Plata en la categoría revelación masculina. Luego, Alan tuvo apariciones estelares en las películas Wakolda (2013) de Lucía Puenzo y Lumpen (2013) de Luis Ziembrowski.
Poco después, en 2013, Daicz debutó en televisión participando en un episodio del ciclo Historias de corazón emitido por Telefe. Su siguiente papel fue en la película Relatos salvajes (2014) de Damián Szifrón, en la cual coprotagonizó el segmento titulado La propuesta, donde asumió el rol de Santiago, siendo uno de los papeles más significativos en la carrera de Daicz, ya que recibió elogios de la crítica especializada y fue nominada a los premios Óscar en la categoría mejor película internacional. Ese mismo año, coprotagonizó con Claudia Lapacó el episodio «Homenaje» de la serie antológica La celebración, poniéndose en la piel de «El Gringo», un joven concertista callejero.
Más tarde, Daicz apareció en la cinta dramática Subte - Polska (2015) dirigida por Alejandro Magnone, interpretando la versión adolescente del guerrillero argentino Tadeusz. En 2016, protagonizó la comedia dramática 2001: mientras Kubrick estaba en el espacio, donde se puso en el rol de Valentín. El debut teatral de Alan fue en 2017 con una obra titulada Fraternal dirigida por Nicolás Condito, donde interpretó a Eloy. En 2018, integró el elenco principal de la serie web interactiva Elige, en la cual encaró el papel de 	Lucas. Al año siguiente, en 2019, tuvo una participación especial personificando a Abel Álzaga en la primera temporada de la telenovela Argentina, tierra de amor y venganza.
En 2020, Daicz formó parte el elenco principal de la serie de comedia negra La persuasión jugando el rol de Tomás Sánchez Pardo. Seguidamente, obtuvo un papel secundario en la serie dramática Entre hombres (2021) de HBO. En 2022, Alan protagonizó junto a Florencia Raggi el filme de comedia negra Noche americana y dio vida al estudiante de medicina David Plaza en la serie dramática María Marta, el crimen del country de HBO Max.
A mediados del 2023, Alan adquirió mayor visibilidad tras interpretar el papel de Bartolomé «Tolo» Montes de Oca, un joven machista que ejerce violencia física y psicológica contra su esposa en la segunda temporada de la telenovela de época Argentina, tierra de amor y venganza emitida por El trece. Ese mismo año, fue convocado para actuar en la obra teatral de comedia Votemos, donde personificó a Joaquín, uno de los inquilinos del complejo de departamentos.

## Filmografía

### Cine
| Año  | Título                                      | Papel                      | Notas                  |
| ---- | ------------------------------------------- | -------------------------- | ---------------------- |
| 2011 | Un amor                                     | Bruno (adolescente)        |                        |
| 2012 | El resquicio                                | Tomás                      |                        |
| 2013 | Bomba                                       | Walter Márquez             |                        |
| 2013 | Wakolda                                     | Tomás                      |                        |
| 2013 | Lumpen                                      | Damián                     |                        |
| 2014 | Betibú                                      | Luis Collazo (adolescente) |                        |
| 2014 | Relatos salvajes                            | Santiago                   | Segmento: La propuesta |
| 2014 | Tormenta de verano                          | David                      | Cortometraje           |
| 2015 | Subte - Polska                              | Tadeusz (joven)            |                        |
| 2016 | 2001: mientras Kubrick estaba en el espacio | Valentín                   |                        |
| 2017 | Princesita                                  | Joven moreno de la secta   |                        |
| 2019 | Palau, la película                          | Héctor                     |                        |
| 2019 | Cartero                                     | Yupi                       |                        |
| 2022 | Noche americana                             | Iván                       |                        |

### Televisión
| Año       | Título                               | Papel                          | Notas                             |
| --------- | ------------------------------------ | ------------------------------ | --------------------------------- |
| 2013      | Historias de corazón                 | Germán                         | Episodio: «Para olvidar a Manuel» |
| 2014      | La celebración                       | Iván «El Gringo» Rezzuto       | Episodio: «Homenaje»              |
| 2014-2015 | La misión                            | Martín Osorio                  |                                   |
| 2019      | Argentina, tierra de amor y venganza | Abel Álzaga                    |                                   |
| 2019      | Clorofilia                           | Traidor                        | Episodio: «La base de la vida»    |
| 2020      | La persuasión                        | Tomás Sánchez Pardo            |                                   |
| 2021      | Entre hombres                        | «El Muerto»                    |                                   |
| 2022      | María Marta, el crimen del country   | David Plaza                    |                                   |
| 2023      | Argentina, tierra de amor y venganza | Bartolomé «Tolo» Montes de Oca |                                   |
| 2023      | Planners                             | Franco                         |                                   |

### Web
| Año  | Título       | Papel | Notas       |
| ---- | ------------ | ----- | ----------- |
| 2014 | Tiempo libre | Axel  | Episodio 16 |
| 2018 | Elige        | Lucas |             |

### Videos musicales
| Año  | Video       | Papel | Artista        |
| ---- | ----------- | ----- | -------------- |
| 2018 | «Mi diablo» | Joven | La Vela Puerca |

## Teatro
| Año       | Título            | Papel   | Lugar               |
| --------- | ----------------- | ------- | ------------------- |
| 2017      | Fraternal         | Eloy    | El Método Kairós    |
| 2018      | Mi parte del todo |         | Microteatro         |
| 2023-2024 | Votemos           | Joaquín | Teatro Metropolitan |

## Premios y nominaciones
| Año  | Premio                  | Categoría              | Trabajo nominado | Resultado | Ref(s) |
| ---- | ----------------------- | ---------------------- | ---------------- | --------- | ------ |
| 2014 | Premios Cóndor de Plata | Revelación masculina   | Bomba            | Nominado  | [ 15 ] |
| 2023 | Premios ACE             | Mejor actor revelación | Votemos          | Ganador   | [ 16 ] |